# ليه بولتر
ليه بولتر (بالإنجليزية: Les Boulter)‏ (31 أغسطس 1913 في المملكة المتحدة - 30 نوفمبر 1974) هو لاعب كرة قدم بريطاني (وحمل سابقاً جنسية المملكة المتحدة لبريطانيا العظمى وأيرلندا) في مركز مهاجم داخلي. شارك مع منتخب ويلز لكرة القدم. أما مع النوادي، فقد لعب مع تشارلتون أثلتيك ومانشستر سيتي ونادي برينتفورد ونادي بلاكبول ويوفل تاون.

## وصلات خارجية
- ليه بولتر على موقع قاعدة بيانات كرة القدم.إي يو (الإنجليزية)